# 한국핵융합협의회
한국핵융합협의회는 핵융합 에너지 상용화 실현을 위하여 핵융합 관련 기술 및 정책개발과 인력양성을 위한 제반사업을 수행하여, 이와 관련된 지식, 기술 및 정보의 보급 발전을 위해 국제협력의 활성화와 회원간 상호 협력 증진을 목적으로 2003년 7월 18일 설립허가된 대한민국 미래창조과학부 소관의 사단법인이다. 사무실은 대전광역시 유성구 어은동 52, 한국기초과학지원연구원 내에 있다.